# Maltitz (Adelsgeschlecht)

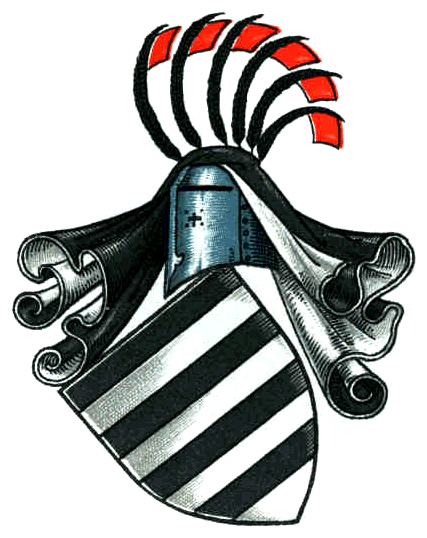
Wappen derer von Maltitz

Maltitz ist der Name eines alten meißnisch-sächsischen Adelsgeschlechts mit gleichnamigem Stammhaus bei Mochau, dessen Name auf sorbische Wurzeln zurückgeht.

## Geschichte
Die Familie soll bereits 929 erstmals mit Albrecht von Maltitz, dem Stammvater aller Maltitze, erwähnt worden sein. Später teilten sich die Linien in die Linie der Söhne von Heinrich der Jüngere von Maltitz (* vor 1119; † nach 1133), mit Thyzo (Stamm Meißen) und Hedenreich (Stamm Altenburg).
Erstmals wird am 4. Juli 1225 der Ritter Ulricus de Maltiz urkundlich erwähnt. Mit ihm beginnt die ununterbrochene Stammreihe. Weitere Dörfer mit dem Namen Maltitz bei Groitzsch und Weißenberg sollen von der Familie angelegt worden sein.
Die Familie ist stammes- und wappenverwandt mit der Familie von Miltitz.

## Besitz
Die Maltitz waren schon im 14. Jahrhundert in der Mark Meißen reich begütert. 1467 erhalten sie das Schloss Finsterwalde als Pfand.
Im 18. Jahrhundert war die Familie noch mehrfach begütert und saß von 1701 bis 1721 zu Kossa, 1792 zu Staßfurt, 1793 zu Kummerow sowie 1802 zu Friedrichswalde und 1805 zu Briesnig.
Weiteren Besitz erlangten sie frühzeitig in Böhmen, der Grafschaft Glatz, Schlesien, der Mark Brandenburg; später auch in der Ober- und Niederlausitz und in Ostpreußen. In Brandenburg war schon 1337 Giesensdorf im Besitz der Familie, später auch Falkenberg und zwischen 1553 und 1735/37 Tauche.

## Wappen

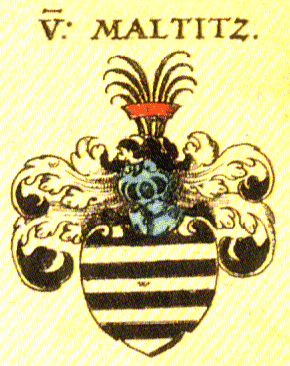
In Johann Siebmachers Wappenbuch (1605)

Das Wappen ist von Schwarz und Silber siebenmal geteilt. Auf dem Helm mit schwarz-silbernen Decken sechs schwarze Hahnenfedern, an denen rote Fähnlein flattern.
Bei Johann Siebmacher steht auf dem gewulsten Helme ein von Schwarz und Silber der Länge nach gestreifter, oben mit breiter, rother Einfassung verzierter Köcher, aus welchem acht schwarze Hahnenfedern herauswachsen.
Der Schild des Altenburger Stammes zeigt den Kopf und Hals eines rot gezäumten schwarzen Pferdes. Auf dem Helm die Schildfigur. Die Decken sind Schwarz und Gold.

## Persönlichkeiten
- Dippold von Maltitz, Ritter, möglicher Lokator von Dippoldiswalde im 11. Jahrhundert.
- Elisabeth von Maltitz, ab 1270 dritte Gemahlin des Markgrafen Heinrich des Erlauchten in Meißen und Mutter von Friedrich Clem.
- Hermann von Maltitz zählte nach Bohuslav Balbín bereits 1289 zu den böhmischen Freiherren. Er besaß mehrere freie Herrschaften und unterschrieb mit dem Reichsgrafen die Reichsabschiede.
- Caspar von Maltitz verteidigte 1290 die Stadt Großenhain als Kommandant so gut, dass die Märker wieder abzogen.
- Alberus von Maltitz war 1347 markgräflich-meißnischer Hofrichter.
- Heinrich von Maltitz war 1362 Abt zu Zelle.
- Hans von Maltitz, später Oberhofmarschall des Herzogs Wilhelm zu Sachsen, befand sich unter jenen Adligen, welchen Kurfürst Friedrich II. zu Sachsen in seinem Testamente die Vormundschaft über seine Prinzen auftrug.
- Johannes von Maltitz (1491–1549), als Johannes VIII. Bischof von Meißen.
- Sigismund von Maltitz (um 1500), meißnisch-sächsischer Bergherr, gelangte ab 1507 durch die Erfindung des Nasspochwerkes zu Wohlstand, Herr auf Reichstädt.
- Christoph von Maltitz († 1546), sächsischer Rat, Statthalter von Merseburg, Herr auf Schloss Elsterwerda.
- Sigmund von Maltitz (nach 1586), kurfürstlich-sächsischer Stallmeister und Oberforstmeister zu Annaburg, Herr auf Elsterwerda.
- Im 16. Jahrhundert lebten auch Georg von Maltitz, Statthalter zu Ingolstadt und dessen Sohn, Christoph von Maltitz, als Statthalter zu Merseburg. Von dem Sohne des Letzteren, Haubold von Maltitz auf Elsterwerda, kursächsischer Oberforstmeister des Erzgebirgischen Kreises und Haubold von Maltitz d. J., von dessen Urenkeln um 1720 Erasmus von Maltitz, fürstlich sächsisch-zeitzscher Geheimrat, Ober-Stallmeister und Oberhauptmann des Neustädtischen Kreises, mit einigen Söhnen lebte. In Kursachsen blühte die Nachkommenschaft des Erasmus von Maltitz lange fort.
- Christoph von Maltitz auf Hertwigswalde und Rothwasser († 1611), 1585–1608 als Landeshauptmann des Fürstentums Neisse belegt.[5]
- Wilhelm Friedrich von Maltitz war 1712 und später hessisch-nassauischer Hofmeister und setzte seine Linie, welche im Nassauischen begütert wurde, fort.
- Johann Albrecht von Maltitz wurde 1718 Landeshauptmann in der Niederlausitz.
- Georg Wilhelm von Maltitz, auch: Georg Wilhelm von Maldiss (* 16. Dezember 1705; † 11. März 1760). Ab 1741 Oberjägermeister des Fürsten Wilhelm Heinrich von Nassau-Saarbrücken. Über seine Beisetzung wird berichtet, sie fand am 15. März 1760 „um Mitternacht, gleich nach 12 Uhr“ ...„in ansehnlichem Leichenkondukt“ über die einsame Landstraße zur Stiftskirche in St. Arnual „unter sehr ehrender Leichenpredigt“ bei gespenstischer Fackelbeleuchtung seines untergebenen Forstpersonals statt. Historischer Maltitz, der in Sagen und Redensarten des Saarlandes in der Rolle des „Wilden Jägers“ auftaucht, von Gott zur Führung einer ewigen Jagd verdammt, weil er am Karfreitag einen Hirsch jagte. Siehe auch: Saarländische Sagen und Legenden
- Friedrich Ferdinand von Maltitz und Dippoldiswalde war in Schlesien 1730 Herr auf Girschdorf, Kohldorff, Damsdorf etc. und Landesältester des Ottmachauer Kreises, auch saß um diese Zeit die Familie in Schlesien zu Kattersdorf, Wildschütz, Niederwald, Pilzberg.
- Gotthilf August Freiherr von Maltitz (1794–1837), dramatischer Dichter und Schriftsteller. Er hatte zunächst 1821 in Preußen eine Oberförsterstelle erhalten, ging später aber nach Berlin, Hamburg und Paris und ließ sich 1833 in Dresden nieder.
- Apollonius von Maltitz (1795–1870), deutscher Dichter und russischer Diplomat.